# Stomphastis thraustica
Stomphastis thraustica är en fjärilsart som först beskrevs av Edward Meyrick 1908.  Stomphastis thraustica ingår i släktet Stomphastis och familjen styltmalar.
Artens utbredningsområde är:
- Centralafrikanska republiken.
- Ghana.
- Madagaskar.
- Namibia.
- Nigeria.
- Zimbabwe.

Inga underarter finns listade i Catalogue of Life.